# Vriesea altimontana
Vriesea altimontana là một loài thuộc chi Vriesea. Đây là loài đặc hữu của Brasil.